# Love You To
〈Love You To〉(러브 유 투)는 1966년 음반 《Revolver》의 영국의 록 밴드 비틀즈의 곡이다. 이 노래는 조지 해리슨이 작곡하고 불렀으며 시타르와 타블라 같은 인도 악기들을 특징으로 한다. 1965년 해리슨이 〈Norwegian Wood〉에 시타르를 도입한 이후, 이 노래는 인도 고전 음악의 영향을 완전히 반영한 최초의 비틀즈 노래였다. 이 녹음은 해리슨의 밴드 동료들로부터 최소한의 참여로 이루어졌고, 대신에 그는 타블라 연주자 아닐 바그와트와 런던의 아시아 음악계에서 온 다른 인도 음악가들과 함께 트랙을 만들었다.

## 참여 인원
케네스 워맥과 이언 맥도날드에 의하면:
- 조지 해리슨 – 리드와 백킹 보컬, 어쿠스틱 기타, 시타르, 리듬 기타,[5] 퍼즈 톤[6] 리드 기타
- 폴 매카트니 – 백킹 보컬
- 링고 스타 – 탬버린
- 아닐 바그와트 – 타블라
- 아시아 뮤직 서클의 이름없는 뮤지션 – 시타르, 탄부라